# ساینتیفیک لینوکس
ساینتیفیک لینوکس (به انگلیسی: Scientific Linux) توزیع لینوکسی است که توسط آزمایشگاه فرمی و سرن درست شده‌است. سانتیفیک لینوکس یک سیستم‌عامل آزاد و متن‌باز بر پایهٔ ردهت انترپرایز لینوکس که هدف آن «نزدیک‌بودن تا جایی که می‌توانیم به نسخهٔ تجاری» است.
این محصول انشقاقی از نرم‌افزار آزاد و متن‌بازی است که توسط شرکت ردهت ارائه شده‌است ولی توسط آن‌ها تهیه، نگه‌داری و حمایت نمی‌گردد. این محصول مشخصاً از روی کد مبدأ نسخه‌های ردهت انترپرایز لینوکس تحت شرایط و ضوابط مربوط به ردهت انترپرایز لینوکس و پروانه عمومی همگانی گنو ساخته شده‌است.